# Утилизатор
«Утилиза́тор» — российское телевизионное шоу с элементами викторины, где владельцы старых автомобилей зарабатывают деньги, утилизируя старую машину. Ведущий программы — Юрий Сидоренко, профессиональный автомеханик. Участники могут заработать деньги либо на ремонт своей машины, либо они забирают деньги, в таком случае ведущий утилизирует старую машину самым изощрённым способом (каждый раз — новым). Премьера состоялась 26 октября 2015 года на телеканале «Перец».

## История
Премьера шоу состоялась 26 октября 2015 года на телеканале «Перец» незадолго до запуска телеканала «Че». По словам ведущего, автора идеи Юрия Сидоренко, он придумал эту передачу как способ очистить дворы жилых домов от автохлама:
«Я придумал идею этой программы, причем возникла она довольно банально: у нас во дворе есть небольшая парковка, всего на восемь машино-мест, и примерно три из них занимал автохлам. Жители постоянно ругались и боролись за эти парковочные места. Тогда я подумал, что хорошо бы было найти владельцев этих „ржавых банок“, чтобы убрать их со двора. В общем, мне надоело это терпеть. Я написал сценарий и предложил его телеканалу „Че“. Продюсерам и руководству идея понравилась, мы её вместе доработали, и получился „Утилизатор“.»
В 3 сезоне был сменён автомобиль ведущего программы «Утилизатор». Если в 1 и 2 сезонах программы ведущий пользовался минивэном Mercedes-Benz Vito, то, начиная с 3 сезона, он пользуется джипом УАЗ Патриот. В 4 сезоне он пользовался рестайлинговой версией УАЗ Патриот 2017 года.
С середины 3-го сезона под названием «Всероссийский сезон» команда отправилась 'очищать российские города от автохлама'.
Съёмки 4 сезона проводились в городах: Санкт-Петербург, Волгоград, Краснодар, Белгород, Ставрополь, Астрахань, Ростов-на-Дону, Брянск, Воронеж и Орёл.
В августе 2018 года съёмки 5 сезона программы «Утилизатор» проходили в Красноярске, Кемерово, Новосибирске, Омске и Челябинске.
19 января 2022 года, после длительного перерыва в связи c пандемией коронавируса COVID-19, телеканал «Че» объявил кастинг на шестой сезон, который стартовал 23 сентября 2022 года. После 25 ноября 2022 года показ новых выпусков 6 сезона был приостановлен; со 2 июня 2023 года на телеканале «Че» возобновили показ новых выпусков 6 сезона шоу «Утилизатор»
Премьера 7 сезона состоялась 4 августа 2023 года на телеканале «Че».
28 июня 2025 года, в год десятилетия первого выхода передачи в эфир, стартовал юбилейный десятый сезон шоу. На этот раз съемки эпизодов состоялись в Москве, Твери, Костроме, Смоленске и Пушкино.

## Правила
Ведущий сначала узнаёт стоимость автомобиля из объявления. Далее он осматривает автомобиль, скидывая цену за то, что нужно сделать с этой машиной, а потом объявляет покупателю реальную стоимость машины и предлагает ему сыграть в лотерею «Повезёт — Не повезёт». Если ведущий в течение 15 минут сможет завести машину и проехать на ней круг, то он покупает её по своей цене. В противном случае, если он не сможет этого сделать, то он покупает её по цене, написанной в объявлении.
После этого, при любом исходе игры, участник может сыграть в викторину, чтобы увеличить стоимость автомобиля ещё на 50 000 рублей (с 5 сезона — на 80 000 рублей). Ведущий и участник отправляются на автомобиле до пункта утилизации; пока они едут, ведущий задаёт игроку 10 вопросов на автомобильную тематику: 9 из них имеют 4 варианта ответа, последний из них рассчитан только на эрудицию и сообразительность игрока, которому даётся одна минута для ответа на этот, последний вопрос. В случае правильного ответа на вопрос игрок прибавляет от четырёх до двадцати тысяч рублей (в первые 3 сезона за каждый отгаданный вопрос выплачивалось 5000 рублей) к стоимости автомобиля, купленного ведущим (эта сумма несгораемая). В случае неправильного ответа к стоимости ничего не прибавляется. В пункте назначения (утилизации) ведущий даёт выбор игроку: либо он направляет заработанные деньги на ремонт его машины (её ремонтируют в течение 7 дней и возвращают владельцу), либо он забирает деньги — в таком случае он больше никогда не увидит свою машину, потому что ведущий «покупает автохлам и утилизирует его для того, чтобы улицы городов стали чище». Игроку даётся одна минута, чтобы решить судьбу старого автомобиля: если игрок выбирает деньги, то он должен нажать на красную кнопку «ДА!» на специальном брелоке и, тем самым, запустить последующий процесс утилизации; если же игрок выбирает ремонт, ведущий отправляет машину в недельный ремонт (производимый на ту же самую сумму денег), после чего возвращает обновлённый автомобиль владельцу.
С 4 сезона шестой вопрос викторины посвящается городу, в котором живёт участник. В дальнейшем, это было отменено.
С 5 сезона были внесены изменения: была упразднена кнопка «ДА!», теперь чтобы утилизировать машину, участнику надо сказать: «Мне не нужна эта машина, я забираю деньги». В дальнейшем, кнопка вернулась. Также игроки стали получать 4 000 рублей за правильный ответ на 1—3 вопросы, 8 000 рублей за правильный ответ на 4—9 вопросы и 20 000 за правильный ответ на 10 вопрос.
С 6 сезона стало известно о том, что во время викторины могут задаваться вопросы от зрителей проекта. В случае если участник не сможет ответить правильно на вопрос зрителя, то сам подписчик получит награду от шоу (приз неизвестен). Если игрок выбирает деньги, то он должен нажать красную кнопку на брелоке и, тем самым, самостоятельно запустить процесс утилизации.
| Вопросы | Стоимость правильного ответа | Стоимость правильного ответа |
| Вопросы | 1—4 сезоны                   | с 5 сезона                   |
| ------- | ---------------------------- | ---------------------------- |
| 1—3     | 5 000 руб.                   | 4 000 руб.                   |
| 4—9     | 5 000 руб.                   | 8 000 руб.                   |
| 10      | 5 000 руб.                   | 20 000 руб.                  |